# Biały Men
Biały Men (niem. Weißer Main) – rzeka w Niemczech, w Bawarii, w Górnej Frankonii. Północny i prawy tok źródłowy Menu.
Men Biały wypływa z wschodniego zbocza góry Ochsenkopf w Smreczanach. Źródło umiejscowione jest na wysokości 887 m n.p.m. na jasnym, granitowym podłożu, przez co rzeka może wydawać się biała i stąd właśnie pochodzi jej nazwa. Liczy ok. 45 km długości. Posiada liczne boczne dopływy. Na południowy zachód od Kulmbach, k. zamku Steinenhausen, na wysokości 298 m n.p.m. łączy się z Menem Czerwonym, tworząc Men.
Nad Menem Białym leżą miasta Bad Berneck im Fichtelgebirge i Kulmbach.